# Gouvernement Bessarabien

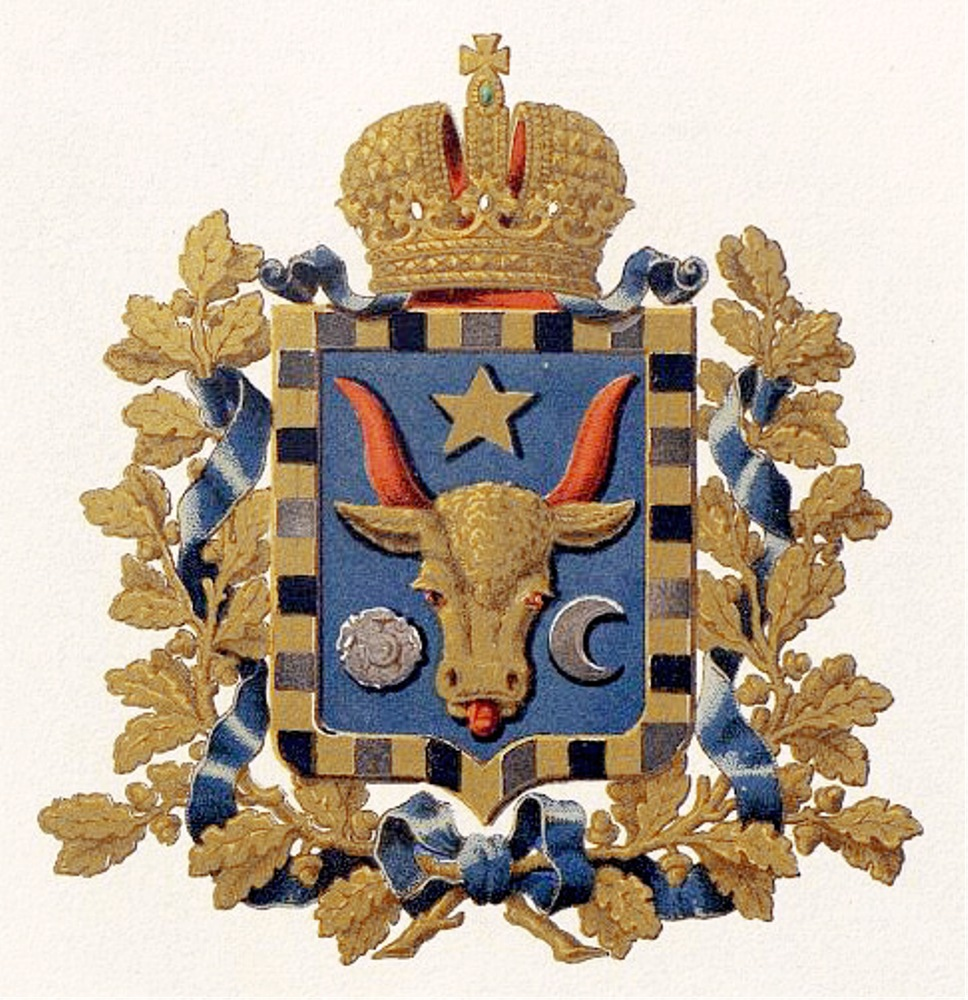
Wappen des Gouvernements nach 1877

Das Gouvernement Bessarabien (russisch Бессарабская губерния/Bessarabskaja gubernija) war ein Gouvernement des Russischen Reiches zwischen Schwarzem Meer, Dnjestr (rum. Nistru, ukr. Dnister) und Pruth (rum. Prut) – letzterer war auch die Grenze zu Moldau bzw. Rumänien. Im Nordwesten grenzte es an die seit 1775 österreichische Bukowina. Die benachbarten russischen Gouvernements waren Podolien im Norden und Cherson im Osten. Es deckt sich zu zwei Dritteln mit der heutigen Republik Moldau. Der Südteil gehört heute zur ukrainischen Oblast Odessa, der äußerste Nordwesten zur Oblast Tscherniwzi. Das Gouvernement umfasste 45.631 km². Hauptstadt war zunächst Bender, ab 1818 Kischinjow (rum. Chișinău). Administrativ war es in sieben, später in acht Kreise (russisch ujesd) eingeteilt:
- Kischinjow (rum. Chișinău, heute Moldau)
- Akkerman (heute Bilhorod-Dnistrowskyj, Ukraine, rum. Cetatea Albă)
- Belzy (rum. Bălți, heute Moldau)
- Bender (rum. Tighina, heute Moldau/Transnistrien)
- Chotin (ukr. Chotyn, rum. Hotin, heute Ukraine)
- Orgejew (rum. Orhei, heute Moldau)
- Soroki (rum. Soroca, heute Moldau)
- Ismail (seit 1878, ukr. Ismajil, heute Ukraine)

## Geschichte

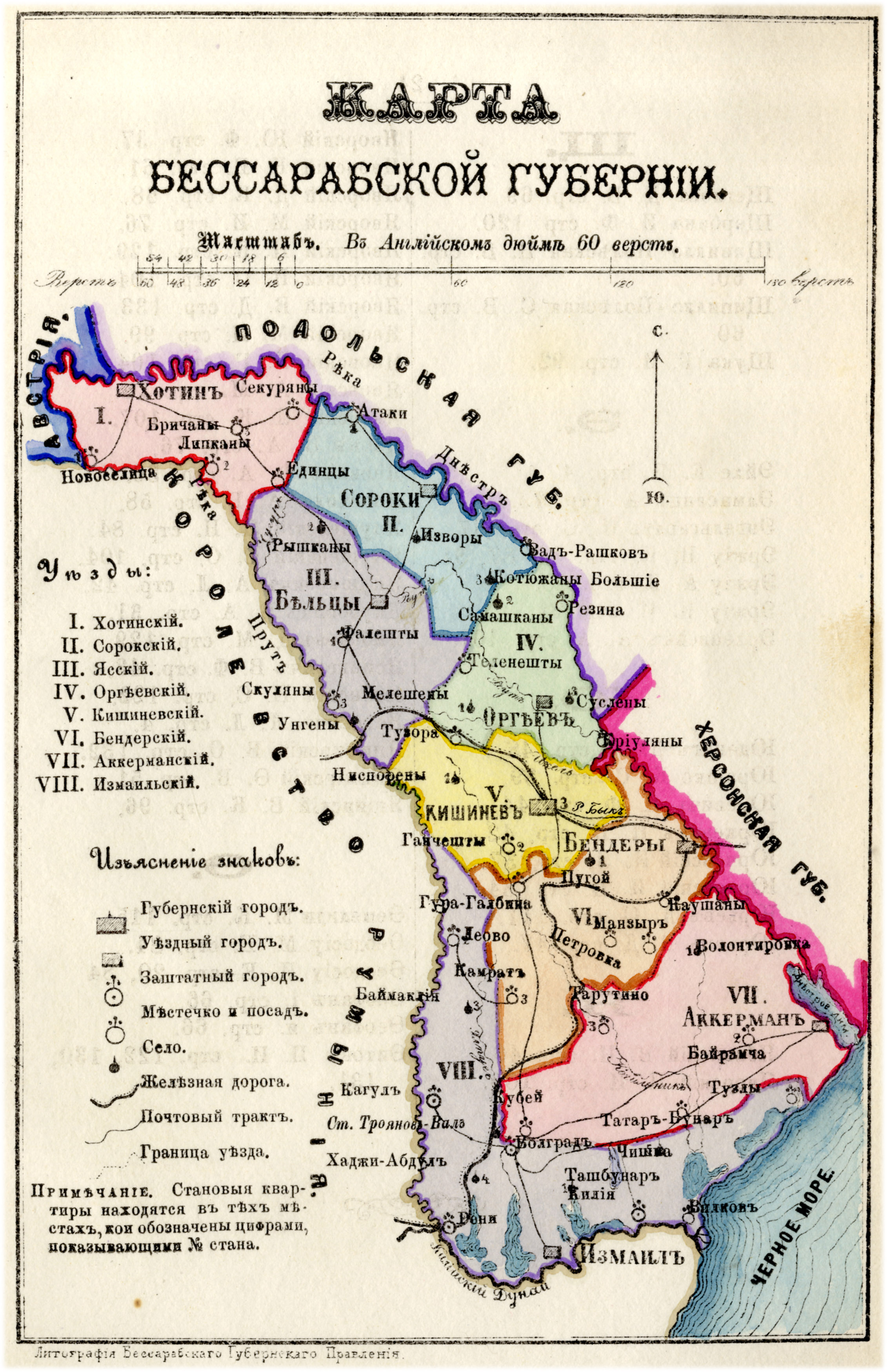
Verwaltungseinteilung (Karte von 1883)

Das Gebiet von Bessarabien kam im Frieden von Bukarest mit dem Osmanischen Reich 1812 unter russische Herrschaft. Es hatte vorher größtenteils dem osmanischen Vasallenstaat Moldau gehört. Vorerst als Oblast dem Generalgouverneur von Neurussland unterstellt, wurde es 1873 zum Gouvernement. Nach dem Krimkrieg musste Russland 1856 Gebiete an der Donaumündung abtreten (Cahul, Bolgrad und Ismail), die allerdings nach dem Russisch-Osmanischen Krieg 1878 wieder zurückgewonnen wurden.
Wie die übrigen Gebiete Neurusslands wurde Bessarabien als Kolonisationsgebiet behandelt, insbesondere wurden Russen und Ukrainer, aber auch Deutsche (Bessarabiendeutsche) und Bulgaren ins Land geholt. Es wurde die Politik betrieben, ethnisch einheitliche Dörfer zu gründen. Die politische Vorherrschaft der moldauischen Bojaren wurde ab 1828, als ihre Versammlung zu einem bloßen Beratungsorgan degradiert wurde, schrittweise zurückgedrängt; sie wurden allerdings immer mehr vom russischen Adel assimiliert. So wie im ganzen Reich, wurden Versuche zur Russifizierung unternommen, die allerdings erst ab Mitte des 19. Jahrhunderts ernsthaft verfolgt wurden.
Im Ersten Weltkrieg war das Gebiet ab 1917 von den Mittelmächten besetzt. Es bildete sich der Sfatul Țării als provisorische Landesversammlung, die nach
Ausrufung der Moldauischen Demokratischen Republik am 15. Dezember 1917 die Vereinigung mit Rumänien am 27. November 1918 erklärte.

## Statistik
Die Bevölkerung betrug 1897 1.935.412 Einwohner. Davon waren 920.919 Rumänen bzw. Moldauer, 155.774 Russen, 379.698 Ukrainer, 228.168 Juden, 103.225 Bulgaren, 60.206 Deutsche sowie 55.790 Türken bzw. Gagausen.
Haupterwerb der Bevölkerung waren Ackerbau und Viehzucht, es wurde vor allem Weizen, Hirse, Mais, Flachs und Tabak (1883: 9 Millionen kg) angebaut. Auch Obst und vor allem Wein wurden geerntet, in günstigen Jahren lag der Weinertrag bei 22 Millionen Hektoliter. An Viehbestand gab es 158.000 Pferde, 351.000 Rinder, 1.895.862 Schafe, davon 265.369 feinwollige. Ansonsten wurde Salz, Salpeter, ein wenig Steinkohle und Marmor abgebaut. Die Industrie war ziemlich unbedeutend und wurde hauptsächlich für den Lokalbedarf betrieben. 1879 gab es 130 Fabriken mit 894 Arbeitern. Der Handel erfolgte vor allem über die Küstenstädte Kilija und Akkerman.